# Nobuhito Takamatsu
Nobuhito Takamatsu (高松宮宣仁親王 Takamatsu-no-miya Nobuhito Shinnō?,  3 de enero de 1905-3 de febrero de 1987), también mencionado frecuentemente como el príncipe Takamatsu, fue un aristócrata y militar japonés, tercer hijo del emperador Taishō y el hermano joven del emperador Shōwa. Hizo la carrera militar y llegó a obtener el rango de capitán de la Armada. Después de 1945 fue el patrocinador o el director honorario de diversas organizaciones benéficas, culturales y deportivas. Es principalmente recordado por sus actividades filantrópicas como miembro de la familia imperial japonesa.

## Biografía
Nobuhito nació en 1905, siendo el tercero de los hijos del príncipe Yoshihito y nieto del emperador Meiji. Al igual que sus hermanos mayores, los príncipes Hirohito y Yasuhito, cursó sus estudios de primaria y secundaria en la denominada «Escuela de Pares» (Gakushūin). Entre 1922 y 1925 el príncipe asistió a la Academia Naval Imperial Japonesa. Se licenció con la graduación de alférez el 1 de diciembre de 1925, siendo destinado a bordo del acorazado Fusō.

Escudo de Nobuhito como caballero de la Orden de Carlos III (1930).

El 4 de febrero de 1930 el príncipe Takamatsu contrajo matrimonio con la aristócrata Kikuko Tokugawa, nieta del shōgun Yoshinobu Tokugawa y del príncipe Arisugawa Takehito. Poco después de la boda, los príncipes de Takamatsu se embarcaron en una gira mundial que les llevó a visitar varias naciones de Europa y América del Norte. En el continente europeo la gira les llevó por países como Alemania, Francia, Italia, España o Portugal.

### Segunda Guerra Mundial
Desde mediados de la década de 1920 hasta el final de la Segunda Guerra Mundial siguió la carrera naval en la Armada Imperial Japonesa, llegando a alcanzar el grado de capitán. Durante aquel período llegó a estar destinado en el Estado Mayor General de la Armada Imperial Japonesa y en varios buques de guerra. Desde la década de 1930 el príncipe Takamatsu expresó serias reservas respecto a la agresión japonesa en Manchuria y, más adelante, a invadir el resto de China.
El 30 de noviembre de 1941, ocho días antes del ataque a Pearl Harbor, se reunió con su hermano mayor el emperador Hirohito, con quien mantenía una buena relación a pesar de haber sido criados y educados separadamente, para intentar convencerle de que impidiera la guerra con Estados Unidos. «La Armada no puede permitirse luchar. Da la sensación de que, si fuera posible, la Armada preferiría evitar una guerra con Estados Unidos. Si dejamos pasar esta oportunidad, será imposible evitarla. La Armada empezará a movilizarse para el combate el 1 de diciembre. Después de esa fecha, [la guerra] será incontenible», le dijo. Hirohito le contestó que temía una posible derrota de Japón, pero que él no podía interferir en las decisiones que habían tomado el gobierno y el Alto Mando. Más adelante Hirohito justificaría su actitud diciendo: «Si yo no hubiera aprobado la guerra, [el primer ministro] Tojo habría dimitido, se habría producido un gran golpe de Estado y a su vez eso habría dado lugar a absurdos argumentos en pro de la guerra». Al día siguiente la Conferencia Imperial se reunió y aprobó la entrada en guerra contra Estados Unidos, Gran Bretaña y Países Bajos. Hirohito, tal como establecía el protocolo imperial, permaneció en silencio.
Tras la derrota de Saipán, en julio de 1944, el príncipe Takamatsu se unió a su madre (la emperatriz Teimei), a los príncipes Higashikuni y Asaka, al ex-primer ministro Fumimaro Konoe y a otros aristócratas con el fin de ejercer presión para lograr la destitución del primer ministro, Hideki Tōjō.

### Posguerra
Tras el final de la Segunda Guerra Mundial, el príncipe Takamatsu se convirtió en el presidente honorario de varias organizaciones benéficas, culturales y atléticas, entre las cuales sobresalen la Sociedad de Bellas Artes de Japón, la Sociedad Dinamarca-Japón, la Sociedad Francia-Japón, la Sociedad de Tofu para el Bienestar de los Pacientes con Lepra, la Asociación de Baloncesto de Japón o la Sociedad de Bienestar Saise. También se desempeñó como patrocinador de la Sociedad de la Cruz Roja Japonesa y fue un importante benefactor económico de la Nihon Bijutsu Token Hozon Kyokai.
El príncipe Takamatsu falleció el 3 de febrero de 1987 en un centro médico de la Cruz Roja Japonesa en Tokio, víctima de un cáncer de pulmón.